# Sumberwaru (Sukowono)
Sumberwaru is een bestuurslaag in het regentschap Jember van de provincie Oost-Java, Indonesië. Sumberwaru telt 4761 inwoners (volkstelling 2010).